# Ettore Toneatti
Ettore Toneatti, né le 2 décembre 1910 à Clauzetto et Mort pour la France le 15 mars 1941 à Keren, est un militaire et résistant français d'origine italienne, Compagnon de la Libération.

## Biographie

### Jeunesse et engagement
Ettore Toneatti naît le 2 décembre 1910 à Clauzetto, dans la région de Frioul-Vénétie Julienne en Italie. Après sa scolarité, il devient maçon puis part pour la France où, sous le nom d'Hectore Girard, il s'engage dans la légion étrangère le 17 mai 1939.

### Seconde Guerre mondiale
Naturalisé français, il est affecté à la 13e demi-brigade de Légion étrangère (13e DBLE) lors de sa création en mars 1940 dans le cadre du corps expéditionnaire français en Scandinavie. De mai à juin 1940, il particpe à la campagne de Norvège au cours de laquelle il est blessé le 6 juin.
Après un bref passage en Bretagne, la 13e DBLE stationne en Angleterre où une partie de ses hommes choississent de se rallier à la France libre. Faisant partie de ceux-ci, Ettore Toneatti s'engage dans les forces françaises libres et conserve son affectation,. Encore convalescent des suite de sa blessure en Norvège, il ne rejoint son unité sur le front qu'en janvier 1941 au Cameroun. Au sein de la brigade française libre d'Orient à laquelle est subordonnée la 13e DBLE, il est engagé dans la campagne d'Érythrée.
Le 15 mars 1941, lors des combats pour la prise de Keren, Ettore Toneatti est tué sur le massif de l'Engiahat,. Il est inhumé au cimetière militaire de Keren.

## Décorations
|  |  |

| Compagnon de la Libération Par décret du 23 juin 1941 | Compagnon de la Libération Par décret du 23 juin 1941 | Compagnon de la Libération Par décret du 23 juin 1941 | Croix de guerre 1939-1945 Avec une palme | Croix de guerre 1939-1945 Avec une palme | Croix de guerre 1939-1945 Avec une palme |

## Hommages
- À Montauban, son nom est inscrit sur le monument aux Morts de la commune[5].